# Río Cadones
El río Cadones es un curso de agua del noroeste de la península ibérica, afluente del Limia. Discurre por la provincia de Orense.

## Curso
El río, que discurre por la provincia española de Orense, nace de la sierra del Laboreiro. Baña parroquias como las de Corbelle, Cadones, Baños, Calvos, Bande y Nigueiroá, y desagua luego en el Limia. A mediados del siglo XIX, se decía que estaba poblado por «sabrosas truchas, y otros peces de delicado gusto». Aparece descrito en el quinto volumen del Diccionario geográfico-estadístico-histórico de España y sus posesiones de Ultramar de Pascual Madoz con las siguientes palabras:

CADONES: pequeño r. de la prov. de Orense, el cual nace en la sierra de Levoreiro en el part. jud. y ayunt. de Bande: corre de E. á S., baña por su der. las felig. de Corbelle, Cadones, y los Baños, y por su izq. las de Calbos, Bande, y Nigueiroa, hasta que confluye en el r. llamado Limia. La escesiva profundidad de su cauce, lo escarpado de sus orillas y la rapidez de sus aguas, impiden que estas puedan utilizarse para riego de los terrenos por donde cruza; pero en cambio produce sabrosas truchas, y otros peces de delicado gusto.
(Madoz, 1846, p. 232)